# Hugolino Cerasuolo Stacey
Hugolino Cerasuolo Stacey OFM de nombre secular Félix Vicente Cerasuolo Stacey (Guayaquil, 4 de abril de 1932-Guayaquil, 24 de mayo del 2019) fue un eclesiástico católico ecuatoriano de ascendencia italiana e inglesa. Fue obispo de Loja (1985-2007),  obispo auxiliar de Guayaquil (1975-1985), y prefecto apostólico de Galápagos (1967-1975).

## Biografía
Nació el 4 de abril de 1932, en la ciudad ecuatoriana de Guayaquil, siendo bautizado con los nombres de Félix Vicente Cerasuolo Stacey. Hijo del italiano de Salerno, Giovanni (Juan) Cerasuolo († 1932/1933), y de la riobambeña radicada en Guayaquil, Ana María Stacey († 1950). Quedó huérfano de padre con tan solo ocho meses de nacido.
En su línea materna, el apellido Stacey proviene de Inglaterra, llegando a tierras ecuatorianas para el combate de la independencia en el batallón Albión; siendo descendientes del Lord Byron.
Realizó su formación primaria en el Instituto Domingo de Santistevan.

### Vida religiosa
Su vocación religiosa fue incentivada por su madre, siendo acólito en la Iglesia de Santo Domingo, de los Padres dominicos; orden en la que inicialmente iba a ingresar, pero tras un incidente abandonó el sueño de ser sacerdote dominico. 
Fue invitado por el franciscano Manuel Moncayo, a ingresar en la Orden de Frailes Menores, a la edad de nueve años.
Viajó a Quito, para ingresar en el  el Colegio Seráfico de Guápulo, bajo la guía de los padres franciscanos.
En 1947, con quince años, ingresó en el noviciado de los Frailes Menores de Quito, vistiendo así el hábito franciscano; también cambió su nombre por el de Hugolino. Realizó su primera profesión de votos religiosos en 1948, y la profesión solemne en 1953.
Estudió Filosofía en el Seminario Mayor del Convento de San Pablo de Quito. Tuvo como profesor al futuro cardenal Bernardino Echeverría Ruiz OFM.

### Sacerdocio
Su ordenación sacerdotal fue el 29 de junio de 1954, a la edad de veintidós años; gracias a una dispensa.
Fue nombrado profesor del Seminario, administrador de la Biblioteca y ecónomo.
Luego, fue definidor de la provincia franciscana. También fue capellán del Colegio La Salle en Quito.
Galápagos
En 1965, fue enviado a misión franciscana de las Islas Galápagos. El 3 de octubre de 1967, fue nombrado prefecto apostólico de Galápagos. Mantuvo este cargo hasta su nombramiento en Guayaquil.
Durante su estancia en Galápagos, trabajó para la creación del Hospital Oskar Yandl, y el colegio Alejandro Humboldt. También construyó iglesias en Santa Cruz y en Isabela.

## Episcopado
Por una enfermedad, viajó a Quito donde se le comunicó su nombramiento. El 30 de mayo de 1975, el papa Pablo VI lo nombró obispo titular de Valeria y obispo auxiliar de Guayaquil. Fue consagrado el 6 de julio del mismo año, en la Catedral de Guayaquil, a manos del arzobispo Bernardino Echeverría Ruiz OFM.
En Guayaquil, realizó trabajo comunitario en la parroquia Stella Maris, del Guasmo.
También estableció el Equipo Misionero Narcisa de Jesús, para la contribución de mantener la devoción a la futura santa.

### Obispo de Loja
El 2 de mayo de 1985, el papa Juan Pablo II lo nombró obispo de Loja. Tomó posesión canónica el día 22 del mismo mes. Visitó la Basílica de El Cisne, donde dejó su báculo pastoral junto a la Virgen de El Cisne.
Entre sus obras, fundó el Seminario Mayor de Loja, y la nueva Casa Episcopal. Envió a los sacerdotes estudiar a universidades de España o Roma. En Loja venció un cáncer de vejiga, con la ayuda de tres quimioterapias.

#### Renuncia
El 15 de junio del 2007, el papa Benedicto XVI aceptó su renuncia como obispo de Loja.
- Párroco de la Iglesia San Antonio de Padua, en Urdesa Norte-Guayaquil (2011-2019).

## Fallecimiento
El 19 de mayo de 2019, sufrió una caída, ocasionándole múltiples hemorragias cerebrales. Al día siguiente, fue ingresado a una clínica donde se mantuvo en estado crítico. Falleció la madrugada del 24 de mayo del 2019, producto de la caída, sumado a sus problemas hepáticos. Ese mismo día, se instaló un velatorio en la Iglesia de la cual fuera párroco.
El funeral tuvo lugar el 26 de mayo, en la Catedral de Loja; donde fue sepultado —por decisión propia— en la cripta del episcopologio lojano.

## Ancestros
| \| \| \| \| \| \| \| \| \| \| \| \| \| \| \| \| \| \| \| \| 2. Giovanni (Juan) Cerasuolo \| \| \| \| \| \| \| \| \| \| \| \| \| \| \| \| \| \| \| \| \| \| \| \| \| \| \| \| \| \| \| \| \| \| \| \| \| \| \| \| \| \| \| \| \| \| \| \| \| \| \| \| \| \| 1. Félix Vicente Cerasuolo Stacey \| \| \| \| \| \| \| \| \| \| \| \| \| \| \| \| \| \| \| \| \| \| \| \| \| \| \| \| \| \| \| \| \| \| \| \| \| \| \| \| \| \| \| \| \| \| \| \| \| \| \| \| \| \| 6. Manuel Stacey \| \| \| \| \| \| \| \| \| \| \| \| \| \| \| \| \| \| \| \| \| \| \| \| \| \| \| \| \| \| \| \| \| \| \| \| \| \| \| \| \| \| \| \| \| \| \| \| \| \| \| \| \| \| 3. Ana María Stacey \| \| \| \| \| \| \| \| \| \| \| \| \| \| \| \| \| \| \| \| \| \| \| \| \| \| \| \| \| \| \| \| \| \| \| \| \| \| \| \| \| \| \| \| \| \| \| \| \| \| \| \| \| \| 7. Felicita Baldeón \| \| \| \| \| \| \| \| \| \| \| \| \| \| \| \| \| \| \| \| \| \| \| \| \| \| \| \| \| \| \| \| \| \| \| \| \| \| \| \| \| \| \| \| \| \| \| \| \| \| \| \| |                                   |  |  |  |  |  |  |  |  |  |  |  |  |  |  |  |
| |                                   |  |  |  |  |  |  |  |  |  |  |  |  |  |  |  |
| | 2. Giovanni (Juan) Cerasuolo      |  |  |  |  |  |  |  |  |  |  |  |  |  |  |  |
| |                                   |  |  |  |  |  |  |  |  |  |  |  |  |  |  |  |
| |                                   |  |  |  |  |  |  |  |  |  |  |  |  |  |  |  |
| | 1. Félix Vicente Cerasuolo Stacey |  |  |  |  |  |  |  |  |  |  |  |  |  |  |  |
| |                                   |  |  |  |  |  |  |  |  |  |  |  |  |  |  |  |
| |                                   |  |  |  |  |  |  |  |  |  |  |  |  |  |  |  |
| | 6. Manuel Stacey                  |  |  |  |  |  |  |  |  |  |  |  |  |  |  |  |
| |                                   |  |  |  |  |  |  |  |  |  |  |  |  |  |  |  |
| |                                   |  |  |  |  |  |  |  |  |  |  |  |  |  |  |  |
| | 3. Ana María Stacey               |  |  |  |  |  |  |  |  |  |  |  |  |  |  |  |
| |                                   |  |  |  |  |  |  |  |  |  |  |  |  |  |  |  |
| |                                   |  |  |  |  |  |  |  |  |  |  |  |  |  |  |  |
| | 7. Felicita Baldeón               |  |  |  |  |  |  |  |  |  |  |  |  |  |  |  |
| |                                   |  |  |  |  |  |  |  |  |  |  |  |  |  |  |  |
| |                                   |  |  |  |  |  |  |  |  |  |  |  |  |  |  |  |